# TRIM24
El motivo tripartito 24 (TRIM24), también conocido como factor intermediario transcripcional 1α (TIF1α), es una proteína codificada en humanos por el gen trim24.

## Estructura
Primaria
La TIF-1Alfa humana es una cadena de 1015 aminoácidos. 
Secundaria
Dominios
- Dedos de zinc

RING: aminoácidos 52-77
Box1: aa 158-211
Box2: aa 218-259
PHD-type: aa 827-954
- Hélice super-enrollada: aminoácidos 289-359
- Señal de localización nuclear: aa 892-908
- Bromo-dominio: aa 932-987

TRIM24 pertenece a la familia de motivos tripartitos (TRIM). El motivo TRIM incluye tres dominios de dedos de zinc, uno RING, uno B-box tipo 1 y uno B-box tipo 2, y una región de hélice superenrollada. Se han descrito dos transcritos alternativos de este gen que codifican diferentes isoformas de la proteína.

## Gen
El gen TRIM24 se ubica en el cromosoma 6 (humano) brazo largo q, banda 34, 
utilizando la notación internacional del locus, de manera resumida: 7q34

## Función
El factor intermediario transcripcional 1α (TRIM24) está clasificado dentro de las Transferasas de grupos acilo, como aminoaciltransferasa EC: 2.3.2.27. 
TRIM24 está implicado en el control transcripcional por interacción con la región de activación de función 2 (AF2) de diversos receptores nucleares, incluyendo el receptor de estrógeno, el receptor de ácido retinoico y el receptor de calcitriol.
La proteína se localiza en cuerpos nucleares y se piensa que puede estar relacionado con factores de asociación a cromatina o a heterocromatina.

## Interacciones
La proteína TRIM24 ha demostrado ser capaz de interaccionar con:
- Receptor de mineralcorticoides[5][2]
- TRIM33[6]
- Receptor de estrógeno alfa[2][7]
- Receptor X retinoide alfa[2][8]

## Cáncer
El factor intermediario transcripcional 1α (TIF1A / TRIM24) se expresa en gran medida en los tejidos tumorales malignos y participa en el comportamiento biológico maligno, regulando parcialmente la proliferación tumoral, la metástasis, la apoptosis y el desarrollo de resistencia a los fármacos durante la terapia tumoral.